# Aeroportul Regional Gainesville
Aeroportul Regional Gainesville (IATA: GNV, ICAO: KGNV, FAA LID: GNV) este un aeroport din Florida, Statele Unite ale Americii ce deservește zona Gainesville. Aeroportul a fost tranzitat în 2019 de 546.506 pasageri.
Situat la o altitudine de 46 m, aeroportul dispune de 2 piste.

## Infrastructură

### Piste
Aeroportul dispune de 2 piste. Pista 07/25 are suprafața de asfalt și dimensiunile 4.158 picioare × 100 picioare. Pista 11/29 are suprafața de asfalt și dimensiunile 7.504 picioare × 150 picioare. 